# Маламир
Маламир (болг. Маламир) — князь Болгарії з 831 до 836 року. Молодший син хана Омуртага.
Через те, що старший син Омуртага Єнравота сповідував християнську віру, а середульший, Звиниця, помер ще за його правління, трон отримав наймолодший з дітей — Маламир. Фактично ж країною правив боїл-кафхан Ісбул.
Під час володарювання Маламира продовжувалися переслідування християн. Єнравота був страчений і став першим болгарським мучеником.
836 року Маламир помер. На трон зійшов його небіж Пресіан, син Звиниці.